# 谈松华
谈松华（1936年—），上海人，中国教育学学者，曾任中国教育学会常务副会长。

## 生平
1936年生于上海。曾任中共上海市委研究室处长、副研究员，国家教育发展研究中心副主任（正司级）、研究员。
2003年11月，受聘为国家高级教育行政学院兼职教授。2010年，受聘为国家教育咨询委员会委员。2021年3月，“谈松华教育综合改革研究工作室”在太仓市实验中学成立。

## 出版物
- 《中国教育发展的宏观背景、现状及展望》
- 《市场经济与教育改革》
- 《中国教育地图集》
- 《全国义务教育学生质量调查与研究》
- 《中国教育现代化的区域发展》
- 《大学政治思想简史》